# Dominique Marie André Nana
Dominique Marie André Nana, né le 23 février 1960 à Toussiana est un homme politique burkinabé, membre du Mouvement du peuple pour le progrès (MPP). 
De janvier à décembre 2021, il est ministre des Sports et des Loisirs.

## Biographie
Dominique Nana est footballeur entre 1978 et 1984,. Il joue toute sa carrière avec l’équipe de l'Asfa Yennega dans la première division dans le championnat du Burkina Faso de football. Il occupe les postes de secrétaire général adjoint de la coordination de soutien des Étalons du Burkina Faso lors de la CAN 1998. 
Dominique Nana obtient une maîtrise en droit public de l'université de Ouagadougou. Il a également été cadre de banque.
Depuis janvier 2020, il est le conseiller juridique du Conseil d’administration de l’Asfa Yennenga.

### Parcours politique
Dominique Nana est membre du Mouvement du peuple pour le progrès (MPP) dès la naissance du parti. Il commence sa carrière politique au M21, mouvement du 21 juin 1978 qui donne naissance à l’Union des luttes communistes, puis ULC-R (l’Union des luttes reconstruites). Depuis 2014, membre actif du parti au pouvoir, il était le conseiller spécial du premier ministre Paul Kaba Thiéba. Le premier ministre Christophe Dabiré, nommé en janvier 2019, le conserve dans cette fonction.
Nana est nommé ministre des Sports et des Loisirs en janvier 2021. Il remplace Daouda Azoupiou.
Il souhaite que le Burkina Faso organise la Coupe d'Afrique des nations de football 2023.